# Эрво, Клод Мари
Клод Мари Эрво (фр. Claude Marie Hervo; 1766–1809) — французский военный деятель, бригадный генерал (1807 год), барон (1808 год), участник революционных и наполеоновских войн. Имя генерала выбито на Триумфальной арке в Париже.

## Биография
Родился в семье королевского нотариуса и прокурора Кемперле Клода Эрво (фр. Claude Hervo; 1738–) и его супруги Мари Жюльен Лебретон (фр. Marie Julienne Lebreton; 1750–1804). В 1789 году записался в Национальную гвардию Лорьяна. 20 июня 1792 года звании младшего лейтенанта зачислен в 9-й пехотный полк. В декабре 1792 года он был направлен в Рейнскую армию в составе 1-го гренадерского батальона своего полка. 6 марта 1793 года произведён в лейтенанты и назначен в крепость Майнц, а 24 июля 1793 года переведён на Запад, где 1 октября 1793 года стал капитаном, и помощником полковника штаба Сент-Сюзанна. Во 1794 году его отправили в Мозельскую армию, где он выполнял функции адъютанта генерала Аксо. В 1795 году — в Рейнско-Мозельскую армию, где он участвовал в осаде Майнца.
Вернувшись во Францию, 5 июля 1796 года он был прикреплён к Внутренней армии в качестве помощника полковника штаба Лекамюса. 24 июня 1797 года приписан к 21-му конно-егерскому полку, но остался в штабе 17-го военного округа в Париже. 5 февраля 1799 года командирован в Италию в звании командира эскадрона. Участвовал в обороне Генуи под началом генерала Массена с 20 апреля по 4 июня 1800 года. 26 октября 1800 года произведён в полковники штаба.
Он вернулся во Францию в июле 1801 года. 18 августа 1801 года женился в Морбиане на Анне Томаз Лесн (фр. Anne Thomase Laisne; 1779–). 20 июля 1803 года зачислен в 16-й военный округ в Кале, где ему было поручено наблюдение за батареями, установленными от Дюнкерка до Булони для защиты побережья и безопасности каботажа.
29 августа 1803 года назначен начальником штаба 3-й пехотной дивизии Дюрютта в лагере Брюгге Армии Берегов Океана. 31 декабря 1804 года стал начальником штаба кавалерии данного лагеря. Участвовал в кампании 1805 года. В 1806 году зачислен заместителем начальника штаба 3-го армейского корпуса Великой Армии.
4 марта 1807 года произведён Императором в бригадные генералы. Вернулся во Францию после Тильзитского мира от 9 июля 1807 года. 1 января 1809 года возглавил 1-ю бригаду 2-й пехотной дивизии Фриана 3-го армейского корпуса Армии Германии. 30 марта снова стал заместителем начальника штаба 3-го корпуса Даву. Эрво нашёл славную смерть у Пентлинга недалеко от Экмюля 21 апреля 1809 года.

## Воинские звания
- Младший лейтенант (20 июня 1792 года);
- Лейтенант (6 марта 1793 года);
- Капитан (1 октября 1793 года);
- Командир эскадрона (5 февраля 1799 года);
- Полковник штаба (26 октября 1800 года);
- Бригадный генерал (4 марта 1807 года).

## Титулы
- Барон Эрво и Империи (фр. baron Hervo et de l'Empire; декрет от 19 марта 1808 года, патент подтверждён 10 сентября 1808 года)[2].

## Награды
Легионер ордена Почётного легиона (11 декабря 1803 года)
 Офицер ордена Почётного легиона (14 июня 1804 года)
 Коммандан ордена Почётного легиона (7 июля 1807 года)
 Кавалер саксонского военного ордена Святого Генриха (1808 год)